# Ranefer (Beamter)

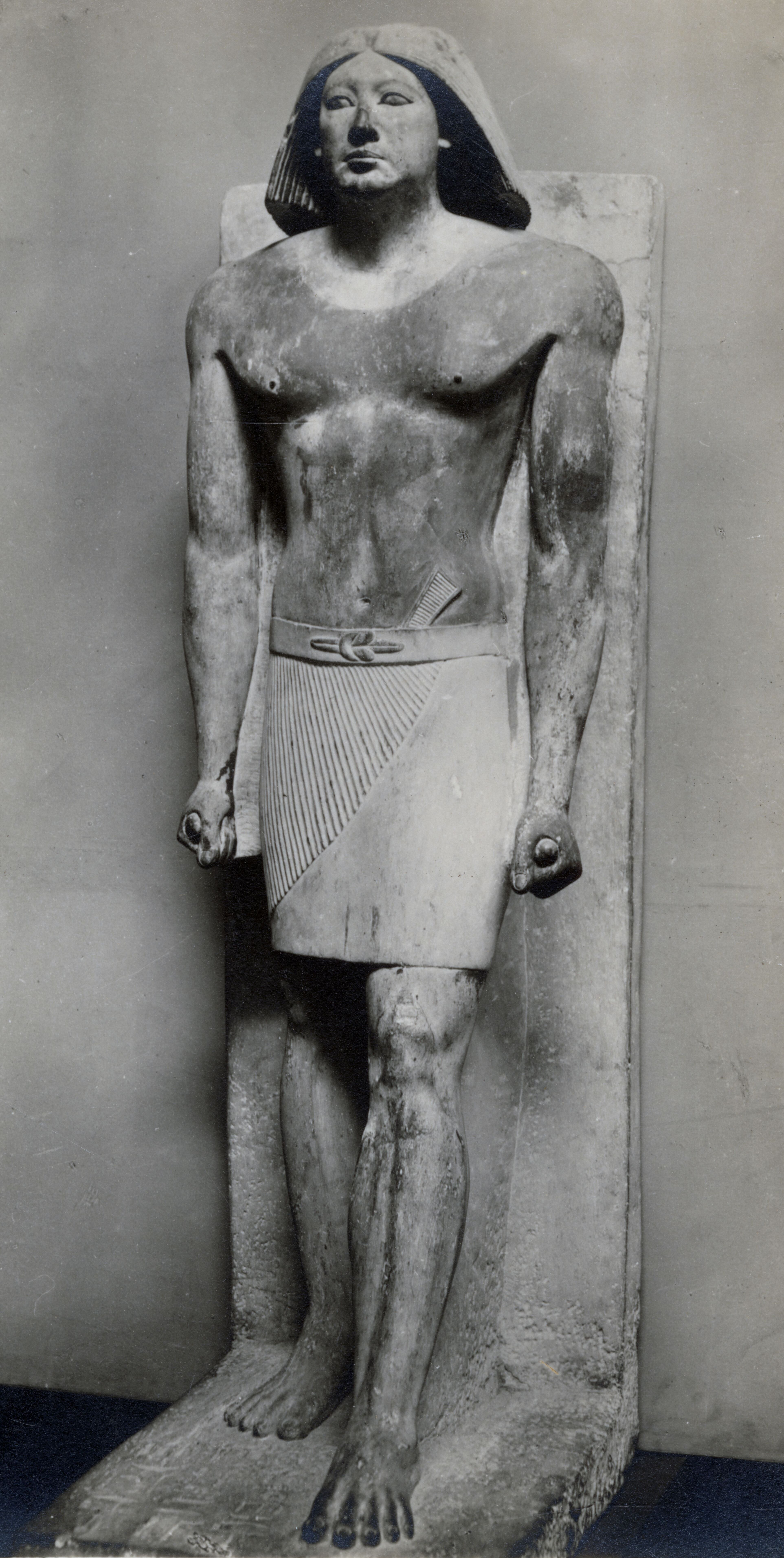
Statue von Ranefer

Ranefer (auch Ra-nefer) ist der Name eines altägyptischen Beamten und Hoherpriester des Ptah des Alten Reiches, der unter König Schepseskaf (4. Dynastie) und König Userkaf (5. Dynastie) tätig war.

## Belege
Ranefers Name erscheint auf einem Relief, auf dem seine Titel aufgelistet sind. Des Weiteren sind zwei Statuen aus bemaltem Kalkstein erhalten, die Ranefer in schreitender Pose zeigen. Auf der ersten Statue trägt er einen schlichten Lendenschurz mit unbekleideter Brust und einer engen Kappe auf dem Kopf, die typisch für Ptah-Priester war. Die zweite Statue zeigt Ranefer in hautengem Gewand und mit prächtigem Pektoral, dazu eine gestufte Löckchenperücke. Eine dritte Statue zeigt Ranefers Frau „Hekenu“.

## Amtszeit
Ranefer bekleidete mehrere hohe Ämter und Funktionstitel, so war er unter anderem Gottesdiener des Ptah, Gottesdiener des Sokar, Vorsteher des Hauses des Sokar und Großer der Leiter der Handwerker am Tag des Festes. Der letztere Titel ist der des Hohepriesters des Ptah (Wr-ḫrp-ḥmw.t = Wer-cherep-hemut). Seine inschriftlich festgehaltene Amtszeit ist von großer Bedeutung für die Ägyptologie, da sie einen reibungslosen Übergang von 4. zu 5. Dynastie bekundet.

## Grab
Ranefers Grab befindet sich in Sakkara und wurde von Auguste Mariette ausgegraben. Die Statuen sind heute im Kairoer Ägyptischen Museum ausgestellt.